# شکرمرغ
شکرمرغ‌ها (نام علمی: Promeropidae) نام یک خانواده از راسته گنجشک‌سانان است.